# Compsosoma perpulchrum
Compsosoma perpulchrum är en skalbaggsart som först beskrevs av Nicholas Aylward Vigors 1825.  Compsosoma perpulchrum ingår i släktet Compsosoma och familjen långhorningar. Inga underarter finns listade i Catalogue of Life.